# Közgazdasági és Jogi Könyvkiadó
A Közgazdasági és Jogi Könyvkiadó állami könyvkiadó a Kádár-korszakban. 1955-ben alakult meg állami vállalatként. Közgazdasági, illetve jogi művek, jogszabálygyűjtemények kiadására szakosodott. Rövidítése: KJK.
Ma működő jogutódja a Wolters Kluwer Hungary Kft.

## Székhelye
Budapest, V. Nagysándor József u. 6.

## Története
1955-ben hozták létre. Kiadványai a közgazdaság-tudomány és a jogtudomány valamennyi ágába tartoztak.
A kiadóhoz tartozott a Széchenyi Könyvesbolt (Budapest V. Szent István tér 4.), két szakkönyvesbolt (V. Vadász u. 27. és V. Nádor u. 8.), valamint a Budai Bagoly Böngészde (I. Attila u. 77.)
Közhasznú ismeretterjesztő műveket, gyermekkönyveket és játékokat  is kiadott Minerva néven. 

### A rendszerváltás után
Az állami vállalatot  először részvénytársasággá alakították, dolgozói részvényekkel.